# Toni Ming Geiger
Toni Ming Geiger (* 1990 in München) ist ein deutscher Pianist.

## Biografie
Toni Ming Geiger begann seine Ausbildung beim Bonner Pianisten Andreas Frölich, bevor er an der Hochschule für Musik und Tanz Köln und in Paris bei Pavel Gililov, Michel Dalberto, Jacob Leuschner und Ulrich Eisenlohr studierte. Weitere Anregungen erhielt er durch Pierre-Laurent Aimard, Renée Fleming, Thomas Hampson, Hartmut Höll und Christoph Prégardien.
Für seine Arbeit wurde er mit zahlreichen internationalen Preisen und Stipendien ausgezeichnet. Er ist Stipendiat des Cusanuswerks, des Carnegie Hall SongStudio, der Britten-Pears Young Artist Programme, der Dörken-Stiftung, der Lied Akademie des Heidelberger Frühlings und der Akademie Concerto21 der Alfred-Toepfer-Stiftung.
Geiger trat unter anderem auf in der Carnegie Hall in New York, der Wigmore Hall in London, dem Pierre-Boulez-Saal in Berlin und der Kölner Philharmonie, außerdem ist er Mitglied des HIDALGO Kollektivs in München. Er lehrt an der Hochschule für Musik und Tanz Köln.

## Auszeichnungen
- 2019: Preisträger der Académie Orsay-Royaumont (mit Sopran Elena Harsányi)
- 2018: Bechstein-Sonderpreis des Deutschen Musikwettbewerbs (mit Sopran Elena Harsányi)[4]
- 2017: Erster Preis beim Paula-Salomon-Lindberg-Wettbewerb in Berlin (mit Sopran Elena Harsányi)[5]

## Diskographische Hinweise
- Academie Orsay-Royaumont: Carte Postale. Lieder von Hahn, Chausson, Wolf, Schubert, Poulenc, Ravel. (B-Records 2020)
- Marie Seidler, Toni Ming Geiger Schönberg: Das Buch der hängenden Gärten. (2022)